# Erlend Mamelund
Erlend Mamelund, né le 1er mai 1984 à Bærum, est un handballeur norvégien, évoluant au poste d'arrière gauche ou de demi-centre. Il compte plus de 100 sélections en équipe de Norvège et a évolué en club de nombreuses saisons avec le club norvégien d'Haslum HK et en Allemagne. Il a joué 6 mois en France au Montpellier AHB.

## Biographie
Il a commencé le handball dans sa ville natale de Helset. En 2001, il rejoint le club norvégien de Haslum HK , avec qui il a fait ses débuts dans le championnat norvégien. En 2007, Mamelund joue dans le championnat allemand de handball pour HSG Nordhorn-Lingen. Après la trêve hivernale de la saison 2008/09, il rejoint en février le SG Flensburg-Handewitt pour la fin de saison, avant de rejoindre le club danois du FCK Håndbold. Après une saison à Copenhague, il retourne en Norvège pour 2 saisons à Haslum où il remporte le championnat et le titre de meilleur buteur (185 buts) en 2011 puis la Coupe de Norvège en 2012. En février 2012, il annonce sa signature à Montpellier AHB pour les 2 saisons suivantes. Toutefois, après d’un début de saison décevant dû à des difficultés d'adaptation, la rupture du contrat a été réalisée d’un commun accord avec le club héraultais et le joueur a décidé de retourner en Norvège dans son club de toujours, Haslum HK.
En équipe nationale, Erlend Mamelund a joué 102 matchs internationaux pour l'équipe de Norvège, prenant notamment part au Championnat du monde 2011 en Suède où il a terminé meilleur passeur.
Son frère Håvard et sa sœur Linn Thérèse ont également joué au handball au plus haut niveau norvégien.

## Palmarès

### En clubs
Compétitions internationales
- Vainqueur de la Coupe de l'EHF : 2008

Compétitions nationales
- Vainqueur de la Coupe du Danemark : 2010
- Vainqueur du Championnat de Norvège : 2005, 2011
- Vainqueur de la Coupe de Norvège : 2005, 2011, 2012

### Distinctions individuelles
- Meilleur passeur au Championnat du monde 2011 en  Suède[5]
- Meilleur buteur du Championnat de Norvège : 2011, 2014
- Élu meilleur handballeur de l'année en Norvège : 2012